# Paragnetina ichusa
Paragnetina ichusa är en bäcksländeart som beskrevs av Bill P.Stark och Szczytko 1981. Paragnetina ichusa ingår i släktet Paragnetina och familjen jättebäcksländor. Inga underarter finns listade i Catalogue of Life.